# Lew-Karsawin-Schule Vilnius
Die Lew-Karsawin-Schule Vilnius (litauisch Vilniaus Levo Karsavino mokykla, russisch Вильнюсская школа имени Льва Карсавина) ist eine allgemeinbildende russischsprachige Schule  in der litauischen Hauptstadt Vilnius, im Stadtteil Viršuliškės. Neben der Unterrichtssprache Russisch gehören Englisch und Deutsch zu den Fremdsprachen der Schule.

## Geschichte
Am 1. September 1978 wurde die 46. Sekundarschule Vilnius (Vilniaus 46-oji vidurinė mokykla) vom sowjetischen Exekutivkomitee der Stadt Vilnius in Sowjetlitauen errichtet. 1985 lernten dort 1309 Schüler.  Aufgrund der Verordnung des Vorsitzenden des Stadtrats Vilnius bekam die Schule 1996 den Namen Lew-Karsawin-Schule.
Im Jahr 2001 wurde die Justiniškės-Sekundarschule mit der Lew-Karsawin-Schule zusammengelegt. Am 18. Oktober 2005 weihte die Schule das Lew-Karsawin-Museum ein, das der Öffentlichkeit zugänglich ist. Die Schule hatte 35 Abiturienten-Jahrgänge. 2024 arbeiteten dort 136 Mitarbeiter.